# نیل یانگ (بازیکن فوتبال، زاده ۱۹۷۵)
نیل یانگ (انگلیسی: Neil Young؛ زادهٔ ۱۹۷۵) بازیکن فوتبال اهل انگلستان است.
از باشگاه‌هایی که در آن بازی کرده‌است می‌توان به باشگاه فوتبال ترانمره راورز و باشگاه فوتبال درویلزدن اشاره کرد.